# Kanton Asnières-sur-Seine
Kanton Asnières-sur-Seine  is een kanton van het Franse departement Hauts-de-Seine. Het werd opgericht bij decreet van 24 februari 2014, met uitwerking in maart 2015.

Kanton Asnières-sur-Seine maakt deel uit van het arrondissement Nanterre en telt 68.477 inwoners in 2017.

## Gemeenten
Het kanton Asnières-sur-Seine omvat enkel het noordelijk deel van de gemeente Asnières-sur-Seine.